# العلاقات الأوزبكستانية الإسبانية
العلاقات الأوزبكستانية الإسبانية هي العلاقات الثنائية التي تجمع بين أوزبكستان وإسبانيا.

## مقارنة بين البلدين
هذه مقارنة عامة ومرجعية للدولتين:
| وجه المقارنة                                              | أوزبكستان       | إسبانيا                                                                             |
| --------------------------------------------------------- | --------------- | ----------------------------------------------------------------------------------- |
| المساحة (كم2)                                             | 448.98 ألف      | 505.99 ألف                                                                          |
| عدد السكان (نسمة)                                         | 32.39 مليون     | 46.73 مليون                                                                         |
| الكثافة السكانية (ن./كم²)                                 | 72.14           | 92.35                                                                               |
| العاصمة                                                   | طشقند           | مدريد                                                                               |
| اللغة الرسمية                                             | اللغة الأوزبكية | اللغة الإسبانية، اللغة الغاليسية، لغة بشكنشية، اللغة الكتالونية، اللغة الأوكسيتانية |
| العملة                                                    | سوم أوزبكستاني  | يورو، بيزيتا إسبانية                                                                |
| الناتج المحلي الإجمالي (بليون دولار)                      | 48.72 مليار     | 1.31 تريليون                                                                        |
| الناتج المحلي الإجمالي (تعادل القوة الشرائية) بليون دولار | 190.50 مليار    | 1.77 تريليون                                                                        |
| الناتج المحلي الإجمالي الاسمي للفرد دولار أمريكي          | 2.13 ألف        | 28.16 ألف                                                                           |
| الناتج المحلي الإجمالي للفرد دولار أمريكي                 | 5.57 ألف        | 38.00 ألف                                                                           |
| مؤشر التنمية البشرية                                      | 0.675           | 0.876                                                                               |
| رمز المكالمات الدولي                                      | +998            | +34                                                                                 |
| رمز الإنترنت                                              | .uz             | .es                                                                                 |
| المنطقة الزمنية                                           | ت ع م+05:00     | ت ع م+01:00، ت ع م+02:00                                                            |

## مدن متوأمة
في ما يلي قائمة باتفاقيات التوأمة بين مدن أوزبكستانية وإسبانية:
- ترتبط طشقند مع سرقسطة باتفاقية توأمة منذ 30 أبريل 1993.
- ترتبط بخارى مع قرطبة باتفاقية توأمة منذ 1992.[16]

## منظمات دولية مشتركة
يشترك البلدان في عضوية مجموعة من المنظمات الدولية، منها:
| علم المنظمة | اسم المنظمة                               | تاريخ انضمام أوزبكستان | تاريخ انضمام إسبانيا |
| ----------- | ----------------------------------------- | ---------------------- | -------------------- |
|             | بنك التنمية الآسيوي                       | 1995                   | 1986                 |
|             | مؤسسة التنمية الدولية                     | 24 سبتمبر 1992         | 18 أكتوبر 1960       |
|             | يونسكو                                    | 26 أكتوبر 1993         | 30 يناير 1953        |
|             | وكالة ضمان الاستثمار متعدد الأطراف        | 4 نوفمبر 1993          | 29 أبريل 1988        |
|             | الأمم المتحدة                             | 2 مارس 1992            | 14 ديسمبر 1955       |
|             | الفريق المعني برصد الأرض                  | ?                      | ?                    |
|             | الاتحاد البريدي العالمي                   | ?                      | ?                    |
|             | البنك الدولي للإنشاء والتعمير             | 21 سبتمبر 1992         | 15 سبتمبر 1958       |
|             | الاتحاد الدولي للاتصالات                  | 10 يوليو 1992          | 1866                 |
|             | منظمة حظر الأسلحة الكيميائية              | ?                      | ?                    |
|             | مؤسسة التمويل الدولية                     | 30 سبتمبر 1993         | 24 مارس 1960         |
|             | المركز الدولي لتسوية المنازعات الاستشارية | 25 أغسطس 1995          | 17 سبتمبر 1994       |
|             | منظمة الشرطة الجنائية الدولية             | ?                      | ?                    |
|             | منظمة الأمن والتعاون في أوروبا            | 30 يناير 1992          | 25 يونيو 1973        |

## وصلات خارجية
- موقع وزارة الخارجية الأوزبكستانية
- موقع وزارة الخارجية الإسبانية